# بولانيوس دي كامبوس
بولانيوس دي كامبوس (بالإسبانية: Bolaños de Campos)‏ هي بلدية تقع في مقاطعة بلد الوليد، قشتالة وليون، إسبانيا. وفقًا لتعداد عام 2004 (المعهد الوطني للإحصائيات)، يبلغ عدد سكان البلدية 399 نسمة.